# 天堂湾 (意大利)
天堂湾（Golfo Paradiso）是一个小的海湾，位于意大利热那亚广域市,利古里亚海的热那亚湾东部。
该区属于热那亚大都会区，位于首府热那亚与菲诺港之间，由七个市镇组成，其中五个临海（博利亚斯科、皮耶韦利古雷、索里、雷科、卡莫利），两个在内陆（阿韦尼奥和乌肖）。雷科和卡莫利以帆船和俯瞰大海的五颜六色的房子而闻名。
从服务的角度来看，雷科是天堂湾的中心：这里是主要的公共办公室，还有唯一的高速公路出口。
2014年11月24日，天堂湾市镇联盟成立。